# Trevor Coker
Pour les articles homonymes, voir Coker.
Trevor Coker, né le 1er octobre 1949 à Wanganui et mort le 23 août 1981, est un rameur d'aviron néo-zélandais.

## Carrière
Trevor Coker participe aux Jeux olympiques de 1972 à Munich et devient champion olympique dans l'épreuve du huit avec ses partenaires Wybo Veldman, Dick Joyce, Lindsay Wilson, Athol Earl, John Hunter, Gary Robertson (en), Tony Hurt et Simon Dickie. Lors des Jeux olympiques de 1976 à Montréal, il est médaillé de bronze dans l'épreuve du huit avec ses partenaires Ivan Sutherland, Peter Dignan, Lindsay Wilson, Athol Earl, Dave Rodger, Alex McLean, Tony Hurt et Simon Dickie.